# Hamma fabulosum
Hamma fabulosum är en insektsart som beskrevs av Boulard 1968. Hamma fabulosum ingår i släktet Hamma och familjen hornstritar. Inga underarter finns listade i Catalogue of Life.